# Томислав Ерцег
Томислав Ерцег (22. октобар 1971) бивши је хрватски фудбалер.

## Каријера
Током каријере играо је за Шибеник, Хајдук Сплит, Леванте, Ријека и многе друге клубове.

## Репрезентација
За репрезентацију Хрватске дебитовао је 1997. године. За национални тим одиграо је 4 утакмице и постигао 1 гол.

## Статистика
| Хрватска | Хрватска | Хрватска |
| Год.     | Ута.     | Гол.     |
| -------- | -------- | -------- |
| 1997     | 4        | 1        |
| Укупно   | 4        | 1        |